# Wechselschlag (Schwimmsport)
Wechselschlag und Wechselschwimmart beziehungsweise Wechselzugschwimmart sind Bezeichnungen aus dem Schwimmsport und stehen im Gegensatz zum Gleichschlag und den Gleichschlagschwimmarten.  
Entsprechend der technischen Ausführung von Arm- und Beinarbeit werden zum Beispiel Kraulschwimmen und Rückenschwimmen als Wechselschlagschwimmarten bezeichnet, Brustschwimmen, Schmetterlingsschwimmen und Altdeutsch-Rücken hingegen als sogenannte Gleichschlagschwimmarten.

## Ausführung
Bei einem Wechselschlag erfolgen die Bewegungen der rechten und linken Gliedmaßen abwechselnd und rhythmisch-alternierend. 
Der Wechselschlag der Beine schont die Kniegelenke, ohne die Gelenke oder Menisken zu reizen, wie dies beim Gleichschlag, zum Beispiel beim Brustschwimmen der Fall ist.

### Kraulschwimmen
Beim Kraulschwimmen taucht zunächst ein Arm mit den Fingerspitzen vor dem Kopf ins Wasser, während erst dann der Ellbogen des zweiten Arms mit der Hand auf der Höhe der Hüfte das Wasser verlässt. Mit dem Heben des Ellbogens dreht sich der Kopf zum Atmen zu dieser Seite; der Körper führt so eine Rollbewegung um die Körperlängsachse aus. Während die Hand mit hohem Ellbogen nach vorne ins Wasser eintaucht und sich im Wasser vorwärts zieht, dreht sich der Kopf wieder ins Wasser und wendet sich zur anderen Seite, wo der Ellbogen des anderen Arms das Wasser verlässt und dieselben Bewegungen wie der vorherige Arm ausführt. Fortgeschrittene führen dazu die so genannte Zweier- oder Dreieratmung aus, das heißt, nur bei jedem dritten oder vierten Kraularmzug wird geatmet, so dass bei der Zweieratmung immer auf derselben Seite und bei der Dreieratmung alternierend zu beiden Seiten geatmet wird. 
Gleichzeitig zu den Armbewegungen werden die ausgestreckten Beine kontinuierlich im Wechselschlag auf und ab bewegt.
Dabei ist wichtig, die übliche Beinbewegung wie beim Radfahren oder Laufen mit Beugung im Kniegelenk zu unterdrücken und die Beine bewusst im Kniegelenk zu strecken. In der Regel erfolgt ein Sechserbeinschlag, das heißt, es werden sechs Beinschläge pro Doppelarmschlag ausgeführt.

### Rückenschwimmen
Ähnlich ist der Bewegungsablauf beim Rückenschwimmen. Der Armzug wird wechselseitig ausgeführt, indem die Arme über dem Kopf ins Wasser eintauchen, unter Wasser zum Körper (Richtung Beine) geführt werden und oben wieder zurück. Um eine möglichst hohe Effizienz zu erreichen, wird der Arm unter Wasser nicht gerade, sondern abgeknickt geführt, da man im gebeugten Arm mehr Kraft entwickelt (sogenannte „Ellenbogen-vorn-Haltung“). 
Der Beinschlag besteht, wie beim Kraulen, aus abwechselnden Auf- und Abbewegungen der Beine aus der Hüfte heraus. Ein starker Beinschlag beim Rückenschwimmen stabilisiert die Lage im Wasser. 